# Progreso Chapultepec
Progreso Chapultepec är en ort i Mexiko.   Den ligger i kommunen Uxpanapa och delstaten Veracruz, i den sydöstra delen av landet, 600 km öster om huvudstaden Mexico City. Progreso Chapultepec ligger 66 meter över havet och antalet invånare är 111.
Terrängen runt Progreso Chapultepec är kuperad åt sydväst, men åt nordost är den platt.  Trakten runt Progreso Chapultepec är nära nog obefolkad, med mindre än två invånare per kvadratkilometer. Närmaste större samhälle är Poblado 10, 16,4 km väster om Progreso Chapultepec. I omgivningarna runt Progreso Chapultepec växer i huvudsak städsegrön lövskog.